# Abril Schreiber
Abril Schreiber Abinadé (n. Caracas; 12 de febrero de 1990,  es una actriz, productora y cantante venezolana con nacionalidad austriaca.

## Filmografía

### Televisión
| Año       | Título                               | Personaje                    |
| --------- | ------------------------------------ | ---------------------------- |
| 2005      | Amor a palos                         | Greta Johnson                |
| 2006      | El desprecio                         | Gloriana Campos              |
| 2007      | Pura pinta                           | Bella Scarton Mc.Gill        |
| 2007      | Toda una dama                        | Alejandra Trujillo Laya      |
| 2009      | Si me miran tus ojos                 | Rita                         |
| 2009      | Tomasa Tequiero                      | Miguelina Paredes Bustamante |
| 2010      | La mujer perfecta                    | Ella misma                   |
| 2013      | El Blog de Majo                      | Maria José "Majo"            |
| 2014      | La ronca de oro                      | Virginia Tafur (joven)       |
| 2014      | Niche                                | Marisol López                |
| 2015      | Dulce amor                           | Juliana Toledo Vargas        |
| 2016      | Narcos                               | Marta Orjuela                |
| 2016-2017 | La ley del corazón                   | Camila Salamanca Merchán     |
| 2017      | Sin senos si hay paraíso             | Claudia Romero               |
| 2017      | El Chapo                             | Guadalupe                    |
| 2019      | Tijuana                              | Alex                         |
| 2019      | Bolivar                              | Pepita Machado               |
| 2020      | Falsa identidad                      | Gabriela "Gaby"              |
| 2020      | The Flowers                          | Catalina                     |
| 2022      | Amor dividido                        | Mariana                      |
| 2022      | El Galán                             | Paulina                      |
| 2023      | El Mantequilla: Maestro de la estafa | Tatiana Guiarte              |
| 2025      | Isla Brava                           | Juana Romero                 |

### Cine
| Año  | Título                       | Personaje        |
| ---- | ---------------------------- | ---------------- |
| 2004 | Acosada en Lunes de Carnaval | Maria Antonia    |
| 2007 | Señor Presidente             | Judith Canales   |
| 2014 | Luisa                        | Marian           |
| 2015 | Habana Instant               | Yamila           |
| 2016 | Usted no sabe quién soy yo   | Margarita        |
| 2017 | Usted no sabe quién soy yo 2 | Margarita        |
| 2021 | The night everything changed | Miss Laura       |
| 2022 | Cubalibre                    | La Guevona       |
| 2024 | ¿Six Hours Away              | Savannah         |
| 2024 | El Elixir del Amor           | Adriana Gonzalez |

### Teatro
- Pluft el Fantasmita
- La Caja Mágica
- Mero Mero Mosquetero
- Meñique
- Cita a Ciegas
- La Caja Musical
- Hágase tu Voluntad
- Amanecí como con ganas de morirme
- El amor de las luciérnagas, 1ª y 2ª temporada

## Premios y nominaciones

### Premios TVyNovelas
| Año  | Categoría                              | Telenovela o Serie | Resultado |
| ---- | -------------------------------------- | ------------------ | --------- |
| 2016 | Mejor actriz protagónica de telenovela | Dulce amor         | Nominada  |
| 2015 | Mejor actriz protagónica de telenovela | Niche              | Nominada  |